# Leucopis cortesi
Leucopis cortesi är en tvåvingeart som beskrevs av Blanchard 1964. Leucopis cortesi ingår i släktet Leucopis och familjen markflugor. Inga underarter finns listade i Catalogue of Life.